# Tetragnatha cylindriformis
Tetragnatha cylindriformis är en spindelart som beskrevs av Lawrence 1952. Tetragnatha cylindriformis ingår i släktet sträckkäkspindlar, och familjen käkspindlar.
Artens utbredningsområde är Kongo. Inga underarter finns listade i Catalogue of Life.